# Trachelipus richardsonae
Trachelipus richardsonae är en kräftdjursart som beskrevs av Stanley B. Mulaik 1960. Trachelipus richardsonae ingår i släktet Trachelipus och familjen Trachelipodidae. Inga underarter finns listade i Catalogue of Life.